# South African Coloured People’s Organisation
Die South African Coloured People’s Organisation (SACPO), ab 1959 Coloured People’s Congress (CPC), war von 1953 bis 1966 eine Organisation der Coloureds in Südafrika. Die SACPO verbündete sich dauerhaft mit dem African National Congress (ANC), der einen großen Teil der schwarzen Bevölkerungsmehrheit vertrat, gegen die Apartheidregierung. 

## Geschichte

### Vorgeschichte und Gründung
Nach dem Sieg der Nationalen Partei bei den Wahlen 1948 wurden mehrere Gesetze erlassen, die die Rechte der Coloureds einschränkten. Dazu gehörte der Group Areas Act von 1950 und der Separate Representation of Voters Act von 1951, mit dem das Wahlrecht der Coloureds eingeschränkt werden sollte. Mehrere Organisationen vertraten damals die Interessen der Coloureds. Dazu gehörten die radikale Non European Unity Movement (NEUM), die 1902 gegründete African People’s Organisation (APO) und die gemäßigte Coloured People’s National Union (CPNU). Das Gesetz wurde teilweise zurückgenommen, die drei Gruppen waren jedoch untereinander zerstritten und gingen keine Bündnisse mit anderen Oppositionsgruppen ein. 1951 wurde das Franchise Action Council (FRAC) gegründet, das mit dem ANC zusammenarbeitete und teilweise erfolgreich gegen die Einschränkung des Wahlrechts eintrat. Das FRAC nahm 1952 bis 1953 an der Defiance Campaign teil, löste sich aber nach deren Ende auf. Die APO hatte sich ebenfalls aufgelöst, die CPNU konnte die Interessen der Coloureds nicht mehr vertreten.
Im August 1953 gründete eine Versammlung in Kapstadt die SACPO. Erster Präsident war Alex La Guma, erster Generalsekretär Reggie September.

### Aktivitäten und Auflösung
Im Mai 1954 hatte die SACPO bereits mehr als 4500 Mitglieder, besaß zahlreiche Zweigstellen und führte regelmäßige Treffen auf nationaler Ebene durch. 1954 initiierte die SACPO in Kapstadt einen Busboykott gegen die Einführung der Segregation in Bussen, der aber erfolglos blieb.
1955 gehörte die SACPO zur Congress Alliance, die auf dem Congress of the People in Kliptown die Freedom Charter („Freiheitscharta“) verabschiedeten, zusammen mit dem ANC, dem South African Indian Congress (SAIC) und dem South African Congress of Democrats (SACOD). 156 Personen, die alle zur Congress Allianz gehörten, darunter mehrere SACPO-Mitglieder, gehörten in der Folge zu den Angeklagten des Treason Trial, die bis 1961 ausnahmslos freigesprochen wurden. 
Die SACPO blieb in ihren Bestrebungen gegen weitere Apartheid-Gesetze und daraus folgende Massenenteignungen von Coloureds auf der Kaphalbinsel erfolglos. 1956 wurde der Separate Representation of Voters Amendment Act (No. 30 / 1956) erlassen, der die Coloureds in ein eigenes Wählerverzeichnis einordnete und ihre Vertretung in der Nationalversammlung auf wenige, ausschließlich weiße Vertreter beschränkte. Die SACPO wollte die Wahl anfangs boykottieren, gab aber auf Drängen des ANC nach. Der Kapstädter SACPO-Kandidat, der dem SACOD angehörte, erhielt bei den Wahlen 1958 jedoch nur 900 Stimmen und damit kein Mandat.
Im Dezember 1959 benannte sich die SACPO in Coloured People’s Congress um. In der Folge des Massaker von Sharpeville 1960 nahm der CPC aktiv an Protesten teil. Nach dem Bann gegen oppositionelle Gruppen wurden mehrere CPC-Führungskräfte verhaftet, gebannt oder gingen ins Exil. 1962 bot der CPC dem ANC an, sich ihm anzuschließen, der ANC lehnte dies jedoch ab. 1966 löste sich der CPC auf. Der letzte Präsident Barney Desai empfahl den Übertritt zum Pan Africanist Congress (PAC). La Guma und September hatten hingegen im Exil wichtige Posten des ANC inne. 
In Südafrika gab es neue gemäßigte Gruppierungen der Coloureds, vor allem die 1969 gegründete Labour Party unter Führung von Allan Hendrickse. Mit der Einführung eines Dreikammerparlaments 1984, mit einer eigenen Kammer für Coloureds, war sie dort stärkste Partei. Radikalere Coloureds waren unter anderem in der United Democratic Front (UDF) organisiert.